# Egeraracsa
Egeraracsa là một thị trấn thuộc hạt Zala, Hungary. Thị trấn này có diện tích 7,03 km², dân số năm 2010 là 303 người, mật độ 43 người/km².